# Ollomont
 Ollomont  Olaszország Valle d’Aosta régiójának egy községe.

## Földrajza

Ollomont község Valle d'Aosta térképén

A vele szomszédos települések: Bagnes (Svájc), Bionaz, Bourg-Saint-Pierre (Svájc), Doues, Etroubles, Oyace és Valpelline.